# اسکار یبرا
اسکار یبرا (اسپانیایی: Óscar Yebra‎؛ زادهٔ ۱۵ ژوئیهٔ ۱۹۷۴) بازیکن بسکتبال اهل اسپانیا بود. وی در بازی‌های المپیک تابستانی ۲۰۰۴ شرکت کرده‌است.